# Кадыров, Акбар
Акбар М. Кадыров (род. 12 ноября 1955) — киргизский футболист и футбольный тренер.

## Биография
В качестве футболиста выступал за клуб «Иссык-Куль» (Каракол). В высшей лиге Кыргызстана провёл два сезона. В 1993 году забил 26 голов в 26 матчах и занял второе место в споре бомбардиров чемпионата, уступив Даврану Бабаеву (39). В 2000 году, в 44-летнем возрасте, принял участие в 8 матчах и забил один гол.
В 2011 году работал главным тренером «Иссык-Куля» в высшей лиге. В первой половине сезона клуб одержал только одну победу в 10 матчах, после чего отказался от участия в соревнованиях.